# Gustav Holst

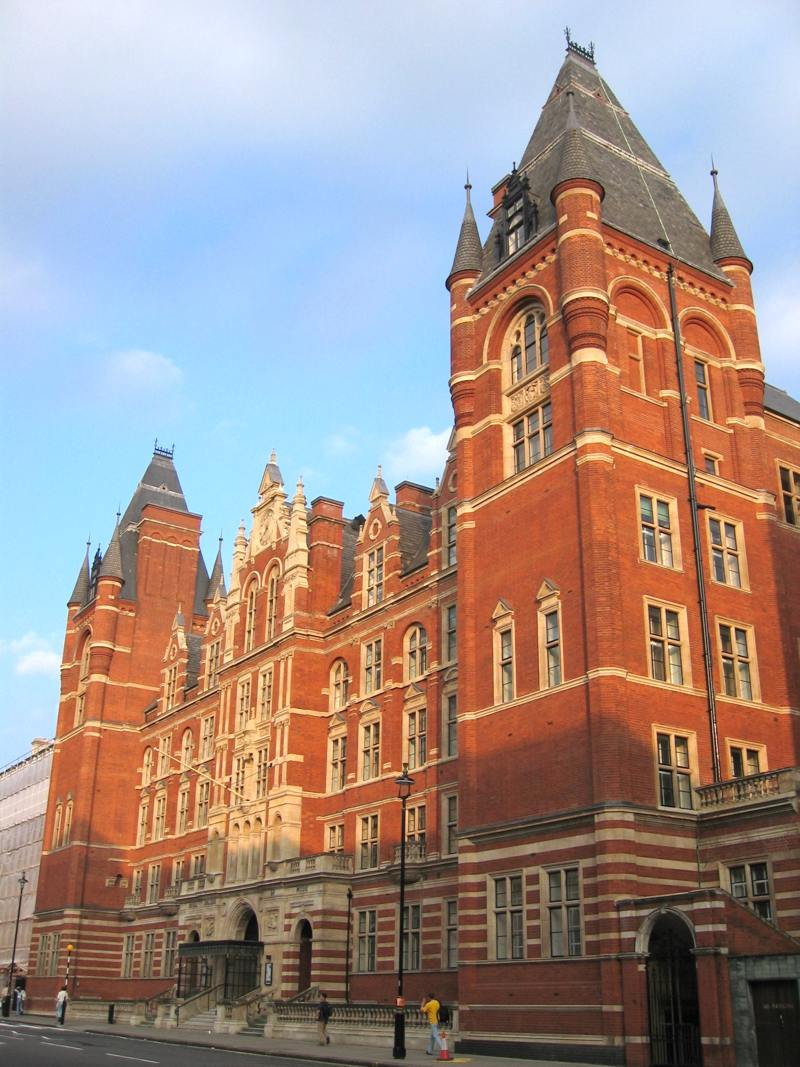
Royal College of Music (1894), waar Holst en Ralph Vaughan Williams studeerden in 1895

Gustav Theodore Holst (Cheltenham, 21 september 1874 – Londen, 25 mei 1934) was een Brits componist.
Holst was van Duitse, Engelse, Zweedse en Letse afkomst en werd geboren als Gustavus Theodore von Holst. In 1919 liet hij officieel het 'von' achterwege (waarop zijn familie hoogstwaarschijnlijk toch geen rechten had). Gedurende zijn professionele leven liet Holst zich 'Gustav' noemen.

## Plaatsbepaling
Zijn bekendste compositie is The Planets (1914–16), een suite voor orkest geïnspireerd door de astrologische visie op de invloed van de planeten. Holst zelf beschouwde The Planets echter niet als zijn beste werk en beklaagde zich er later vaak over dat zijn andere werken erdoor overschaduwd werden.
Onder die andere composities zijn er twee Suites for Military Band (First Suite in E-flat major, op. 28a (1909) en Second Suite in F-major, op. 28b (1911)), Hammersmith: Prelude and Scherzo, op. 52 en de Moorside Suite voor harmonieorkest; koorwerken (onder meer Choral Hymns from the Rig Veda; The Cloud Messenger; The Hymn of Jesus); balletmuziek (The Golden Goose; The Morning of the Year); en enkele opera's (The Wandering Scholar; The Perfect Fool).
Zijn dochter Imogen Holst was ook een componiste en dirigente. Zij publiceerde diverse boeken over hem:
- Scrapbook for the Holst Birthplace Museum. London, 1978.
- Music of Gustav Holst. Oxford, 1984.
- Gustav Holst. London: Oxford, 1938.
- A Thematic Catalogue of Gustav Holst's Music. London, 1974
- The Great Composers: Holst. London, 1981.

Vanaf zijn studietijd aan het Royal College of Music (1895), had hij een hechte vriendschap met Ralph Vaughan Williams.

## Lijst van composities
Nummering van Imogen Holst: ‘A Thematic Catalogue of Gustav Holst’s music’ (1974) wordt aangegeven door een H.

### Theaterwerken
- The Revoke op.1 (opera), 1895, H7;
- The Idea (children's operetta), ca. 1898, H21;
- The Youth's Choice op.11 (opera), 1902, H60;
- Sita‚ op.23 (opera), 1900-06, H89;
- Savitri op.25 (kameropera), 1908, H96;
- The Vision of Dame Christian op.27a, masque, 1909, H101;
- The Sneezing charm (incidental music) 1918, H143;
- The Lure, ballet, 1921, H149;
- The Perfect Fool op.39 (opera), 1918-22, H150, gearrangeerd als ballet muziek, 1922;
- At the Boars Head op.42 (opera, naar Shakespeares Henry IV), 1924, H156;
- The Golden Goose op.45 no.1 (choral ballet), 1926, H163, gearrangeerd door I. Holst tot balletmuziek, 1969;
- The Morning of the Year op.45 no.2 (choral ballet), 1926-7, H164, bewerkt door I. Holst als Dances from The Morning of the Year;
- The Coming of Christ (toneelmuziek), 1927, H170;
- The Wandering Scholar op.50 (kameropera), 1929-30, H176
- Lansdown Castle (operetta)

### Muziek voor (solostemmen), koor en orkest
- Clear and Cool op.5, 1897, H30;
- King Estmere op.17, 1903, H70;
- Choral Hymns from the Rig Veda op.26
  1. First Group (for women's chorus and orchestra) (H.96)
    1. Battle Hymn
    2. To the Unknown God

  2. Second Group (for chorus and orchestra) (H.98)
    1. To Varuna (God of the Waters)
    2. To Agni (God of Fire)
    3. Funeral Chant

  3. Third Group (for women's chorus and harp) (H.99)
    1. Hymn to the Dawn
    2. Hymn to the Waters
    3. Hymn to Vena (Sun rising through the mist)
    4. Hymn of the Travelers

  4. Fourth Group (for men's chorus and orchestra (H.100)
    1. Hymn to Sama (the juice of an herb)
    2. Hymn to Manas (the spirit of a dying man)
- O England, my country, 1909, H103;
- Christmas Day, 1910, H109;
- The Cloud Messenger op.30, 1909-10, H111;
- Hecuba's Lament op.31 no.1, 1911, H115;
- Two psalms nos. 86 & 148, 1912, H117;
- Hymn to Dionysus op.31 no.2, 1913, H116;
- The Hymn of Jesus op.37, 1917, H140;
- Ode to death op.38 (tekst van Walt Whitman), 1919, H144;
- I Vow to Thee, My Country, ca. 1921 [arrangement van het 4de deel van de suite The Planets], H148;
- First Choral Symphony op.41 (tekst van John Keats), 1923-4, H155;
- A Choral Fantasia op.51, 1930, H177

### Werken voor (solostem en) orkest
- A winter idyll, 1897, H31;
- Örnulf's Drapa op.6 (naar Henrik Ibsen), voor bariton en orkest, 1898, H34;
- Walt Whitman op.7, overture, 1899, H42;
- Symfonie "The Cotswolds" op.8, 1899-1900, H47;
- Suite de ballet op.10, 1899, revisie 1912, H43;
- Indra, symfonisch gedicht op.13, 1903, H66;
- The Mystic Trumpeter op.18 (tekst van Whitman), voor sopraan en orkest, 1912, H71;
- A Song of the Night op.19 no.1 voor viool en orkest, 1905, H74;
- Invocation op.19 no.2, voor cello en orkest, 1911, H75;
- Songs of the West op.21 no.1, 1906-7, H86;
- A Somerset Rhapsody op.21 no.2, 1906-7, H87;
- Two Songs without Words op.22, 1906, H88;
  1. Country Song
  2. Marching Song
- A Hampshire suite op.28 no.2, georkestreerd door Gordon Jacob, 1945;
- Beni Mora op. 29 no.1, oriental suite, 1909-10, H107;
  1. First Dance
  2. Second Dance
  3. Finale
- Phantastes, suite, F, H108;
- St Paul's Suite, op.29 no.2, voor strijkers, 1912-3, H118;
  1. Jig
  2. Ostinato
  3. Intermezzo
  4. Finale (The Dargason)
- The Planets op.32, 1914-6, H125;
  1. Mars, the Bringer of War
  2. Venus, the Bringer of Peace
  3. Mercury, the Winged Messenger
  4. Jupiter, the Bringer of Jollity
  5. Saturn, the Bringer of Old Age
  6. Uranus, the Magician
  7. Neptune, the Mystic
- Japanese suite op.33, 1915, H126;
- A Fugal Overture‚ op.40 no.1, 1922, H151;
- A Fugal Concerto op.40 no.2, voor fluit, hobo en strijkers, H152;
- Egdon Heath op.47, 1927, H172;
- Nocturne, voor strijkers, 1928;
- Double concerto op.49, voor 2 violen en orkest, 1929, H175;
  1. Scherzo/Allegro
  2. Lament/Andante
  3. Variations on a Ground
- Hammersmith: Prelude and Scherzo op.52, 1931, H178;
- Jazz-band piece, 1932, bewerkt door I. Holst als Capriccio, 1967, H185;
- Brook Green suite, voor strijkers, 1933, H190;
  1. Prelude
  2. Air
  3. Dance
- Lyric Movement, voor altviool en kamerorkest, 1933, H191;
- Scherzo, 1933-4, H192

### Werken voor harmonieorkest
- Three Folk Tunes (March on Three Folk Tunes), 1905?, H106A
- First Suite in Es for Military Band, op. 28 nr. 1, 1909
- Second Suite in F for Military Band, op. 28 nr. 2, 1911
- The Praise of King Olaf for Choir and Military Band, 1910-11
- Fugue à la Gigue (Johann Sebastian Bach, arr. Holst), 1928
- Hammersmith: Prelude and Scherzo op.52, 1931, H178

### Werken voor Brassband
- A Moorside Suite (1928)
  1. Scherzo
  2. Nocturne
  3. March